# Astaena santaecrucis
Astaena santaecrucis är en skalbaggsart som beskrevs av Frey 1973. Astaena santaecrucis ingår i släktet Astaena och familjen Melolonthidae. Inga underarter finns listade.